# Jan Lasocki (zm. 1502)
Jan Lasocki herbu Dołęga (zm. 1502) – dworzanin Zygmunta I Starego, sekretarz królewski w latach 1479–1480, starosta Śremu w latach (1472)-1475–1502.

## Życiorys
Syn Michała Lasockiego i Doroty Spytkówny (córki Sptyka Melsztyńskiego).
W 1467 roku otrzymał godność kanonika łęczyckiego, jednocześnie pełnił funkcję proboszcza w Brzezinach (ponownie plebanem brzezińskim był w latach 1471–1476). W 1470 roku podjął studia na Uniwersytecie Krakowskim. W 1472 roku prowadził spór z Andrzejem Gruszczyńskim o kanonikat w Uniejowie, z którego jednak ostatecznie zrezygnował w 1492 roku. W 1478 roku został kanonikiem krakowskim, w latach 1479–1491 pełnił funkcję scholastyka gnieźnieńskiego, a w 1482 roku także dziekana włocławski.
W latach 1479–1480 był sekretarzem królewskim. Przed śmiercią porzucił jednak kapłaństwo. Zmarł w 1502 roku.